# Z3
Z3 e немски електромеханичен компютър, проектиран от Конрад Цузе. Това е първият работещ програмируем, напълно автоматичен цифров компютър. Z3 е създаден с 2600 релета, два 22-битови регистъра и работи с тактова честота от около 4–5 херца. Програмният код се съхранява върху перфолента. Началните стойности се въвеждат ръчно.
Z3 е завършен в Берлин през 1941 г., но не е въведен в ежедневна експлоатация. Въз основа на труда на Ханс Георг Кюснер (ефект на Кюснер) е написана „Програма за изчисляване на сложна матрица“, използвана за решаване на проблеми със завихряния по самолетните крила. Цузе иска от германското правителство финансиране за замяна на релетата с изцяло електронни превключватели, но по време на Втората световна война финансирането е отказано, тъй като се смята, че подобна разработка не е важна за войната. Оригиналният Z3 е разрушен на 21 декември 1943 г. по време на съюзническата бомбардировка на Берлин. Първоначално Z3 се нарича V3 (на немски: Versuchsmodell 3 или експериментален модел 3), но е преименуван, за да не се бърка с германските V-оръжия. Напълно функционираща реплика е построена през 1961 г. от компанията на Цузе, Zuse KG, и е на постоянно изложение в Немския музей в Мюнхен.
Z3 е демонстриран през 1998 г. и е считан за цялостностен по Тюринг. Тъй като програмирането му не позволява условно разклоняване, Z3 отговаря само на дефиницията за изчислителна универсалност.
Благодарение на тази машина и нейните предшественици, Конрад Цузе често е сочен за изобретател на компютъра.